# Klîmove, Krasnohvardiiske
Klîmove (în ucraineană Климове) este un sat în comuna Voshod din raionul Krasnohvardiiske, Republica Autonomă Crimeea, Ucraina.

## Demografie
Componența lingvistică a localității Klîmove
     Rusă (68,62%)
     Ucraineană (10,8%)
     Tătară crimeeană (5,52%)
     Belarusă (1,61%)
     Alte limbi (0,22%)
Conform recensământului din 2001, majoritatea populației localității Klîmove era vorbitoare de rusă (68,62%), existând în minoritate și vorbitori de ucraineană (10,8%), tătară crimeeană (5,52%) și belarusă (1,61%).